# Akropolis: Journal of Hellenic Studies
Akropolis: Journal of Hellenic Studies је међународни рецензирани научни часопис, посвећен изучавању хеленске културе и цивилизације од антике до данас. Часопис објављује висококвалитетне радове и приказе из свих области хеленских студија: филозофије, религије, археологије, историје, права, књижевности, филологије, умјетности.
Akropolis је основан 2017. године, а излази једном годишње у издању Центра за хеленске студије из Подгорице. Главни уредник часописа је Филип Ивановић, а помоћни уредник је Микоња Кнежевић.
Часопис је индексиран у више релевантних база података, као што су: SCOPUS, ERIH PLUS, Index Copernicus, итд.